# Pearl Mackie
Pearl Mackie (ur. 29 maja 1987 w Londynie) – brytyjska aktorka filmowa, telewizyjna, teatralna i radiowa, a także piosenkarka.

## Kariera
Mackie studiowała aktorstwo na University of Bristol. Włada językami hiszpańskim i francuskim. W 2010 ukończyła Bristol Old Vic Theatre School i rozpoczęła karierę aktorską w teatrze.
W 2014 wystąpiła w teledysku do piosenki Real zespołu Years & Years.
23 kwietnia 2016 w przerwie meczu piłkarskiego, pomiędzy Everton F.C. a Manchester United F.C., poinformowano, że zagra ona w brytyjskim serialu science-fiction pt. Doktor Who jedną z głównych postaci, towarzyszkę Doktora, Bill. W późniejszym czasie wyszło na jaw, że wystąpi w tej roli od serii 10., która ma mieć swoją premierę w 2017 roku.

## Filmografia
Źródło:
| Rok     | Nazwa      | Rola               | Uwagi                                    |
| ------- | ---------- | ------------------ | ---------------------------------------- |
| 2013    | Svengali   | dziewczyna         | film kinowy                              |
| 2014    | Doctors    | Anne-Marie Frasier | serial telewizyjny; odc. "Love Is Blind" |
| od 2017 | Doktor Who | Bill               | serial telewizyjny                       |